# أليساندرو سورينتينو
أليساندرو سورينتينو هو لاعب كرة قدم إيطالي، ولد في 2002 في غاردياغريلي في إيطاليا.

## وصلات خارجية
- أليساندرو سورينتينو على موقع قاعدة بيانات كرة القدم.إي يو (الإنجليزية)
- أليساندرو سورينتينو على موقع Soccerway.com (الإنجليزية)
- أليساندرو سورينتينو على موقع عالم كرة القدم.نت (الإنجليزية)